# 趙夙
趙夙（ちょう しゅく、生没年不詳）は、春秋時代の晋の大夫で、趙氏の宗主。
趙夙は趙公明の子として生まれた。紀元前661年、晋の献公が二軍を作り、公自らが上軍を率い、太子申生が下軍を率いると、趙夙は公の兵車の御者となった。晋軍が耿・霍・魏を滅ぼし、太子のために曲沃に築城すると、趙夙には報賞として耿の地を賜った。
趙夙の死後、趙衰が後を嗣いだ。